# Microtus quasiater
Microtus quasiater és una espècie de talpó de la família dels cricètids endèmica de Mèxic. Aquesta espècie es troba en el vessant oriental de la Sierra Madre Oriental (de 500-2150 m), des del sud-est de Sant Luis Potosí fins al nord d'Oaxaca, Mèxic (Musser i Carleton 2005). El seu hàbitat natural s'inclou al bosc ennuvolat, pastures i terres agrícoles. L'hàbitat típic ha estat descrit com praderies pantanoses i terrenys pantanosos coberts d'herba (Ramírez-Pulido et al. 1991). Aquests ratolins de camp viuen en hàbitats similars als seus congèneres del nord, però tenen una grandària de ventrada molt reduïda. S'alimenten principalment de les arrels i les bases de les tiges de les plantes anuals i, possiblement, algunes gramínies (Hall i Dalquest 1963). No hi ha amenaces significatives per a la supervivència d'aquesta espècie, tot i que la pèrdua d'hàbitat per la urbanització i l'agricultura n'ha fet minvar la població.